# Тяговий ланцюг гірничої машини

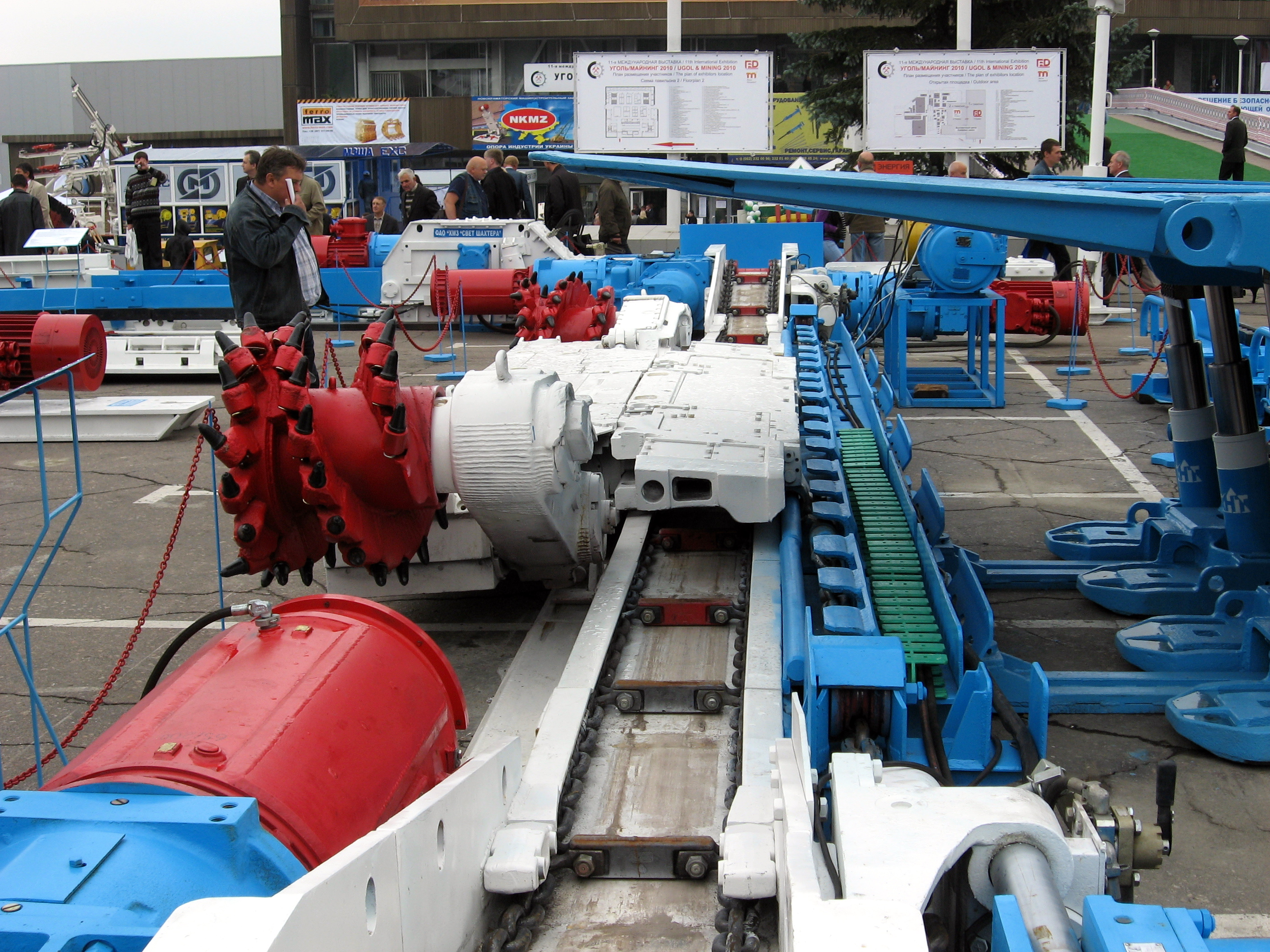

Тяговий ланцюг гірничої машини (рос. тяговая цепь, англ. pulling chain, tail chain, hauling [pull] chain; нім. Zugkette f) — різновид тягового органу, призначений для переміщення гірничої машини чи її виконавчого органу при роботі та маневрах. При комбайновому вийманні тяговий ланцюг прокладається в напрямку руху машини й кінці його закріплюються. Комбайн має приводну зірку, яка входить у зчеплення з ланками тягового ланцюга. При струговому вийманні ланцюг є замкненим у коло й прокладається між двома приводними зірками. Т.л. розділяють на робочу, хвостову, зворотну, відкриту та закриту гілки.